# 生化危机2 重制版
《惡靈古堡2 重製版》是一款由卡普空開發並在PlayStation 4、Xbox One和Microsoft Windows等平台上發行的第三人称射击恐怖遊戲。本作是1998年原版《生化危機2》的完全重制版本，使用其为《生化危机7》开发的全新RE引擎来打造。遊戲最终於2019年1月25日上市，含繁、簡中文字幕與漢語配音。
故事發生在美國中西部的虛構城市「浣熊市」，年輕的新人警察里昂因為一直收不到警局的報到通知而前往浣熊市，途中遇剛好要去浣熊市找哥哥的女大學生克蕾兒。但此時的浣熊市已經淪陷，到處都是喪屍盤踞。玩家將操控其中一人對抗路上出現的敵人，並解開城市淪陷的原因。
遊戲於2015年首次公開，2019年1月25日正式發售，遊戲發售後獲得了媒體好評，評論者皆讚譽遊戲玩法和恐怖場景的塑造，更被譽為是重製遊戲的標竿。在商業成績方面，遊戲首周的出貨量達到300萬。截至2023年，遊戲以1100萬份的銷售量超越原作496萬的銷售紀錄。截至2025年3月31日，生化危机2：重制版销量破1540万份，位居生化危機系列第一，卡普空全游戏第3。

## 遊戲玩法
玩家可選擇操控里昂·S·甘乃迪或克蕾兒·雷德菲爾作為主角來進行遊戲，兩位主角都有各自獨立的劇情線、武器、物品、以及可進入地區，遇到的其他遊戲人物設定也有所不同。為了對抗大量喪屍，兩人也分別取得適用的槍械，以應付艱鉅的狀況，遇到的敵人除了喪屍以外，還包括一些兇猛變種生物，以及由保護傘公司指派來殲滅倖存者的生物武器（B.O.W.）「暴君」。
遊戲共有輔助（Assisted）、標準（Standard）以及硬派（Hardcore）三種難度可以選擇：輔助難度較為簡單，敵人的攻擊力较低，且玩家血量降至最低时會自動有所恢復；硬派難度下，敵人攻擊會更加猛烈，玩家能給敵人造成的傷害更少，且每次存檔都會消耗色帶，存檔次數受到限制。
角色的血量分為良好（Fine）、注意（Caution）以及危險（Danger）三種狀態，此外遇到特殊敵人还會讓玩家進入中毒（Poisoned）狀態，而使用特殊藥草可以恢復血量或解毒。
相似於原版遊戲中的「劇情線B」（Scenario B），在第一輪主線劇情中破關後可解鎖遊戲模式「二周目」，讓玩家操控另一位遊戲主角來進行。二周目不同於原主線劇情，會省略部分重复内容、增加一些額外內容，例如玩家會從後門進入警察局而不是主門，一些變種敵人會提早出現。二周目遊戲會為玩家展示第一輪裡沒有的“真实結局”。

## 劇情
游戏设定于1998年9月29日，洋館事件的兩個月後，美國中西部浣熊市的大部分市民受保護傘公司秘密開發的生物武器「T病毒」感染，均變成對非同類極具攻擊性的喪屍。在城外的加油站中，正要去浣熊市警局上任的新進警員里昂·S·甘乃迪，以及正要前往浣熊市尋找哥哥克里斯·雷德菲爾的女大學生克蕾兒·雷德菲爾，兩者受喪屍包圍而意外相遇之下一起開車逃離至市內，計劃結伴去浣熊市警察局，但進入城市不久便遭遇車禍。一輛油罐車爆炸使兩人分開，里昂和克蕾兒分別在不同的時間進入警局。

### 克蕾兒篇
克蕾兒在警局內發現已被感染的中尉马文·布拉纳（Marvin Branagh），马文向克蕾兒表示她的哥哥不在警局，而是前往歐洲度假，而且他還告訴克蕾兒這裡有一条可以通往警局外的秘密通道。克蕾兒想帶马文·布拉纳一起逃走，马文以有傷在身拒絕。克蕾兒後來通過找到的文件件得知她哥哥几周前离开浣熊市前往海外的目的其實是去调查保護傘公司。
克蕾兒途中遇到了雪莉·柏金（Sherry Birkin），而雪莉正是保護傘公司首席科學家威廉·柏金（William Birkin）的女兒。克蕾兒在與雪莉·柏金逃跑途中遇到了警局局长布莱恩·艾恩斯（Brian Irons）的偷襲。布莱恩有殺害年輕女子並且做成標本的癖好。布莱恩劫持了雪莉丟下克蕾兒逃走，並且把門關閉。克蕾兒只好到處找開門的鑰匙卡，當她再次路過警局大廳時，發現马文已變異，克蕾兒只好將變異後的马文殺死。
布莱恩將雪莉關在孤兒院一個房間裡面，結果雪莉找機會逃走。布莱恩在剛找到雪莉時被喪尸攻擊。克蕾兒找到鑰匙卡開啟大門後來到孤兒院，被僵尸攻擊後的布莱恩突然出現，隨即倒地身亡。克蕾兒又遇到了雪莉的母親安妮特·柏金（Annette Birkin）。安妮特与丈夫兼同事威廉共同研发了G病毒，而後來保護傘公司派出一隊特種部隊來到地下实验室母巢（NEST）找到威廉，逼迫他交出G病毒，威廉不肯，特種部隊朝其射擊後奪取G病毒。之後安妮特找到了奄奄一息的威廉，威廉乾脆拿出剩下一瓶G病毒朝自己身上注射。威廉感染了G病毒後馬上就變異了。安妮特目睹丈夫變異，卻沒有捨得立即射殺變異後的威廉。
安妮特把雪莉一路帶到保護傘公司的地下实验室母巢（NEST）。克蕾兒一路尾隨在母巢找到了雪莉，發現雪莉也被感染了G病毒。克蕾兒暫時讓雪莉臥床休息，自己去找抗病毒劑。當她找到了抗病毒劑，回去救雪莉時，途中又遇到了變異後的威廉正在攻擊安妮特。克蕾兒把抗病毒劑交給安妮特，示意讓她回去救雪莉，自己獨自留下對抗威廉。克蕾兒擊退威廉後，抵達雪莉處，發現安妮特受到威廉攻擊後重傷，安妮特表示雪莉體內的G病毒已經消失。最終安妮特身亡，安妮特臨死前為了阻止G病毒蔓延，啟動了母巢自毀程序。克蕾兒與雪莉離開母巢的途中又遇到威廉的攻擊。克蕾兒再次擊退威廉，最後兩人成功逃出母巢，此時克蕾兒又遇到了里昂。

### 里昂篇
里昂從警局逃出後來到停车场，突然遭到丧尸犬的袭击，此時里昂被艾达·王（Ada Wong）所救，艾达將丧尸犬擊斃。艾达自称是联邦调查局的特工，被派來尋找安妮特·柏金（Annette Birkin）並取走G病毒的样本。
里昂在拘留室發現了新闻记者兼艾达的線人班·贝托鲁奇（Ben Bertolucci）。他因為試圖揭露布莱恩·艾恩斯（Brian Irons）與保護傘公司勾結而被布莱恩關起來。班試圖说服里昂將其释放，里昂在猶豫是否要征求布莱恩的同意時，保護傘公司研發出來的人形怪物暴君（Tyrant）突然破墻打死班。
里昂和艾达逃離暴君的追殺，他們來到罗伯特·肯多（Robert Kendo）的槍店時，發現了罗伯特本人和他被感染的女儿艾玛（Emma）。罗伯特向里昂抱怨為何浣熊市會變成這個樣子，他希望身為警察的里昂能找到原因。最終罗伯特帶著自己的女兒進入房間自殺。里昂在房間外全程目睹罗伯特的自殺，艾达表示引發浣熊市僵尸風波的就是保護傘公司以及安妮特。里昂决定帮助艾达找到安妮特以及G病毒。两人之後在下水道里遇到了安妮特，安妮特拒絕交出G病毒，並且朝里昂開槍，將里昂打昏，然后乘機逃到母巢（NEST）。艾达將里昂簡單包扎，將他留下休息，自己獨自去追安妮特，結果大腿被刺破受傷。里昂醒來後發現艾达不見了，自己到處尋找艾达，後來找到艾达，將穿入其大腿上的物體拔出，艾达雖然能站起來，但是腿腳不便。兩人之後乘坐有軌電車來到母巢尋找安妮特。由於艾达大腿有傷，里昂暫時將艾达留在母巢門口，自己獨自進母巢尋找安妮特以及G病毒。
里昂找到G病毒後，母巢突然爆炸，他遇到了正在和變異的威廉作戰的安妮特。里昂擊退了威廉後，安妮特叫里昂不要把G病毒給艾达，因為她並不是FBI特工，她只是個僱傭兵，想奪走G病毒，然後高價賣給別人。里昂對此說法將信將疑。他拋棄重傷的安妮特，來到了艾达待的地方。艾达叫里昂交出G病毒，里昂懷疑艾达並不是FBI特工，不願交出，就在艾达搶到了G病毒時，突然安妮特衝出開槍擊中了艾达的肩膀，G病毒掉入橋下，而母巢此時又進一步爆炸，整個橋面塌陷，艾达墜入橋下。里昂立刻逃跑，並在逃跑的途中遭到暴君攻擊。在他和暴君對峙時，遠處並未死亡的艾达丟給了里昂反坦克炮，隨即艾达又消失了。里昂用反坦克炮擊殺暴君後立刻逃到月台，並遇見了克蕾兒和雪莉·柏金（Sherry Birkin），三人坐列車逃出母巢時，最後一節車廂又被變異的威廉勾住，克蕾兒將最後一節車廂和列車分離，威廉掉入已爆炸的母巢同歸於盡。最終克蕾兒、雪莉和里昂三人成功逃出母巢。克蕾兒和里昂發誓要繼續對抗保護傘公司。

### 幽靈生還者
DLC幽靈生還者模式下的角色和遊戲本體故事中的結局截然相反，可以視為另一個平行世界。

#### 強忍悲傷
在遊戲中，槍械店老板罗伯特·肯多（Robert Kendo）的妻子死于T病毒感染，女兒也感染T病毒。在女兒病毒即將發作時，里昂·S·甘乃迪和艾达·王趕到槍械店。罗伯特最終自殺。
在強忍悲傷模式下，罗伯特在自殺前，突然收到了一位老朋友發來的无线电信息，罗伯特的朋友表示自己叫來了一架直升机，要罗伯特趕到下水道會合，罗伯特最終逃到下水道的直升机上逃离了浣熊市。

#### 大逃亡
在遊戲中，浣熊市市长之女凯薩琳·沃伦（Katherine Warren）前往孤儿院见男友班·贝托鲁奇（Ben Bertolucci），却被警局局長布莱恩·艾恩斯（Brian Irons）殺死。她的尸体躺在布莱恩办公室的桌子上，布莱恩試圖將其尸體製成標本。
在大逃亡中，就在布莱恩試圖殺死凯薩琳時，凯薩琳从桌子上抓起一把刀刺穿布莱恩的喉咙，布莱恩當場身亡。凯薩琳从布萊恩尸体上取下监狱钥匙前往班的牢房將其释放。随后兩人一同逃走。

#### 被遺忘的士兵
在遊戲中，保護傘公司的特种部队士兵幽灵（Ghost）被變異後的威廉·柏金（William Birkin）杀死。
在被遺忘的士兵中，幽灵逃脱威廉的追殺，并繼續在母巢（NEST）中搜尋G病毒样本。在母巢自毁前夕，他找到了艾达·王坠落后掉落的G病毒样本。就在幽灵乘坐缆车逃出母巢時G病毒样本卻再次被艾达奪走。

#### 無路可逃
在遊戲中，警長丹尼尔·科提尼（Daniel Cortini）前往浣熊市外的加油站调查一起食人案件時被丧尸殺死，其死後的尸體也變異成丧尸了。
在無路可逃中，丹尼尔成功反杀丧尸，却在加油站被其他丧尸包围。在丹尼尔抵挡数波丧尸进攻后，里昂·S·甘乃迪趕來救了丹尼尔，二人随后一同前往浣熊市。

## 歷史
1998年发售的《生化危機2》普遍獲得玩家好評，原版在Metacritic得到了89分。在2002年，卡普空就對重製《生化危機2》表示興趣，但三上真司當時不希望《生化危機4》的開發受到影響。
2014年，玩家“Rod Lima”就使用虚幻引擎3配合《生化危機2》與《生化危機 黑暗面編年史》裡面的資源做出高畫質的同人遊戲片段，雖然玩家反應熱烈，但Rod Lima表示並沒有打算重製《生化危機2》，只是將技術嘗試的成果做成影片與大家分享。
在Rod Lima之後，義大利的獨立工作室「Invader Games」宣布製作《生化危机2 重生》（Biohazard 2 Reborn），並將於2015冬天免費提供給玩家，此举在爱好者群体中引起广泛关注。卡普空得知此事，邀請Invader Games至日本一起開會協商。2015年8月，Invader Games停止《生化危机2：重生》的開發，與卡普空正式會面，雙方共同討論《生化危機2》的重製版事宜。在重製版的計畫停止後，Invader Games轉而進行另一款生存恐怖遊戲《白日夢魘：1998》（Daymare: 1998）的開發工作，曾參與過《生化危機 聖女密碼》角色設計的中井覺也加入開發行列。
從2015年7月開始，生化危機系列的官方推特等社群網站紛紛將頭貼更改成紅色字體，讓人想起了《惡靈古堡》初代封面的標題字樣。同年的8月12日，卡普空第一開發部的製作人平林良章在YouTube上宣布《惡靈古堡2 重製版》計畫正式啟動。2015年10月30日，卡普空發布的公司投資報告稱，不得當的翻譯導致部分玩家認為《生化危機2》只會進行“高畫質數位修復（HD Remaster）”。英國卡普空資深行銷總監斯圖亞特·特納（Stuart Turner）則澄清，本作將會是完全重製的全新作品，並不是移植原版《生化危機2》的高畫質數位修復版本。在2016年12月，《生化危機7 惡靈古堡》的製作人竹内潤表示開發進度未到20%，還無法對外公開更多細節。
2018年6月12日，卡普空於索尼E3遊戲展前發表會上公開《惡靈古堡2 重製版》宣傳影片，宣布遊戲將會於2019年1月25日在PlayStation 4、Xbox One和Microsoft Windows平台上發售。2018年9月2日，艾達·王的重製版造型被人在Reddit上洩漏。卡普空因此舉報不少玩家在社群網站上的貼文，並對破壞保密协议的廠商採取法律行動。玩家對卡普空這次的行動評價兩極，一部分認為洩漏並不是甚麼大事，另一部分則認為洩漏會對公司有害。21日，卡普空在東京電玩展期间宣布本作不仅提供中文字幕，還會為玩家提供華語配音。
2019年1月25日遊戲本體發售後，卡普空又于2019年2月15日推出該遊戲的免费DLC「幽灵幸存者」 。

## 開發

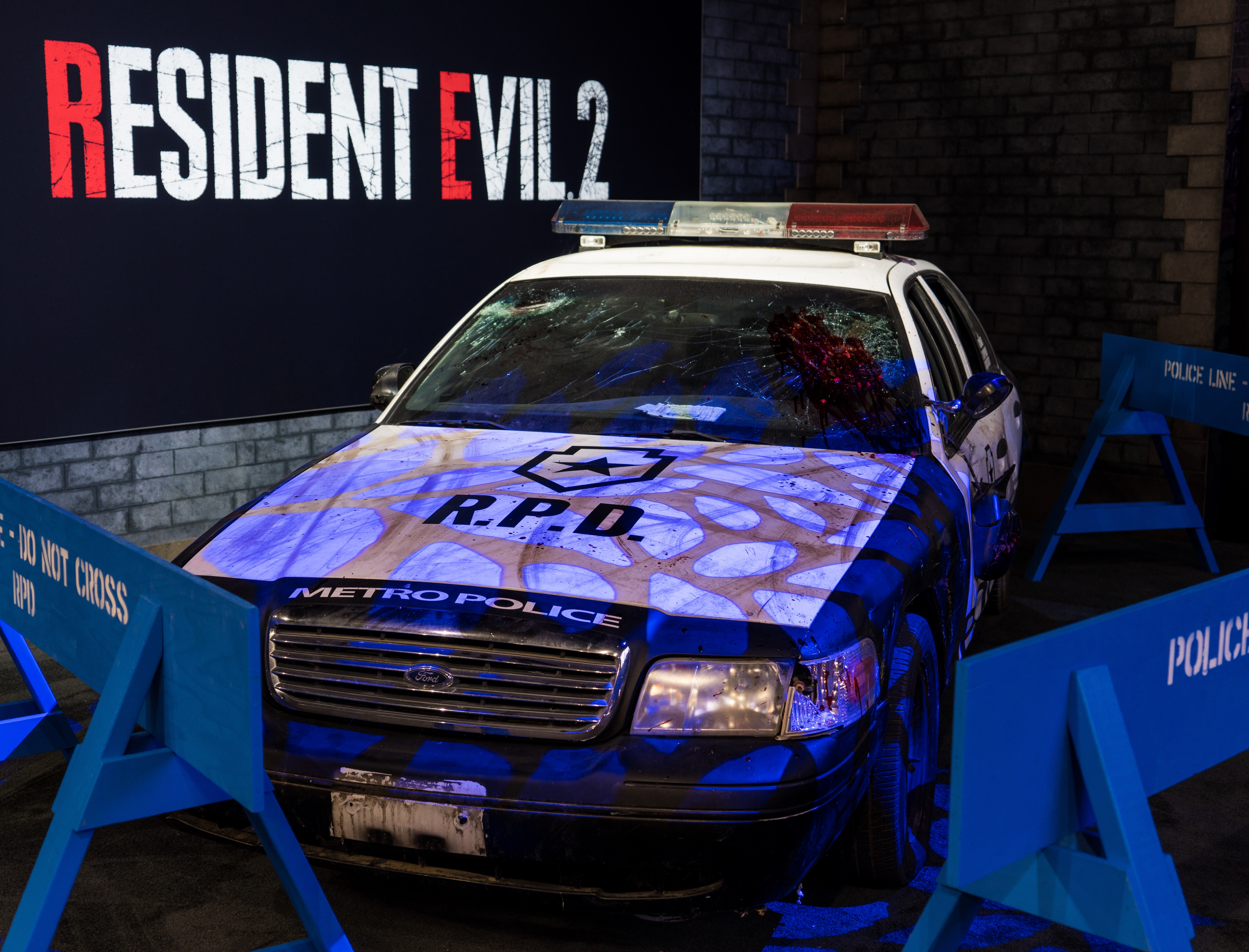
《生化危机2 重制版》於2018年E3遊戲展裡展示的R.P.D.警车

和《惡魔獵人5》相同，開發團隊採用《生化危机7》的RE引擎。本作的Microsoft Windows版及PlayStation 4 Pro和Xbox One X的增強模式将支持原生4K分辨率，让游戏在高分辨率下达到60帧每秒的流畅帧率，还将支持當時英伟达的新一代GeForce RTX 20系列显卡的RTX技术。
《生化危机2 重制版》使用第三人称越肩视角呈現，團隊不採用固定視角是因為當時的設計已經不能迎合團隊想要實現的目標，而第三人視角也能帶給玩家更身歷其境的體驗。重製版對場景、玩法都進行重製，子弹与藥草數量減少，匕首也拥有耐久度。《生化危機4》开创的动态难度系统将在本作得到沿用，制作人平林良章表示：“在普通难度方面，游戏难度确实也是根据玩家的表现而调整的。（如果）我认为你表现很好，那么难度将有提升。我们选择开启这个功能，因为不论你在游戏中表现多好，都会让你有恐惧和紧张感。”。因應第三人稱視角的設計，團隊不得不採用房間佈局、照明和煙霧等方式來隱藏敵人。
除了原有的故事模式，《生化危機2》的“第四生存者”与“豆腐生存者”模式都得到保留。原版的鱷魚曾有一度不會出現在重製版，製作人平林良章在接受訪談時表示：“有段時間我們製作團隊在想要不要把鱷魚場景刪除，但是粉絲會反對這個決定，而要說服大家一個拿著小刀的人類角色對付一隻鱷魚……這真的很蠢。”本作也因採用第三人称越肩视角，取消VR模式。

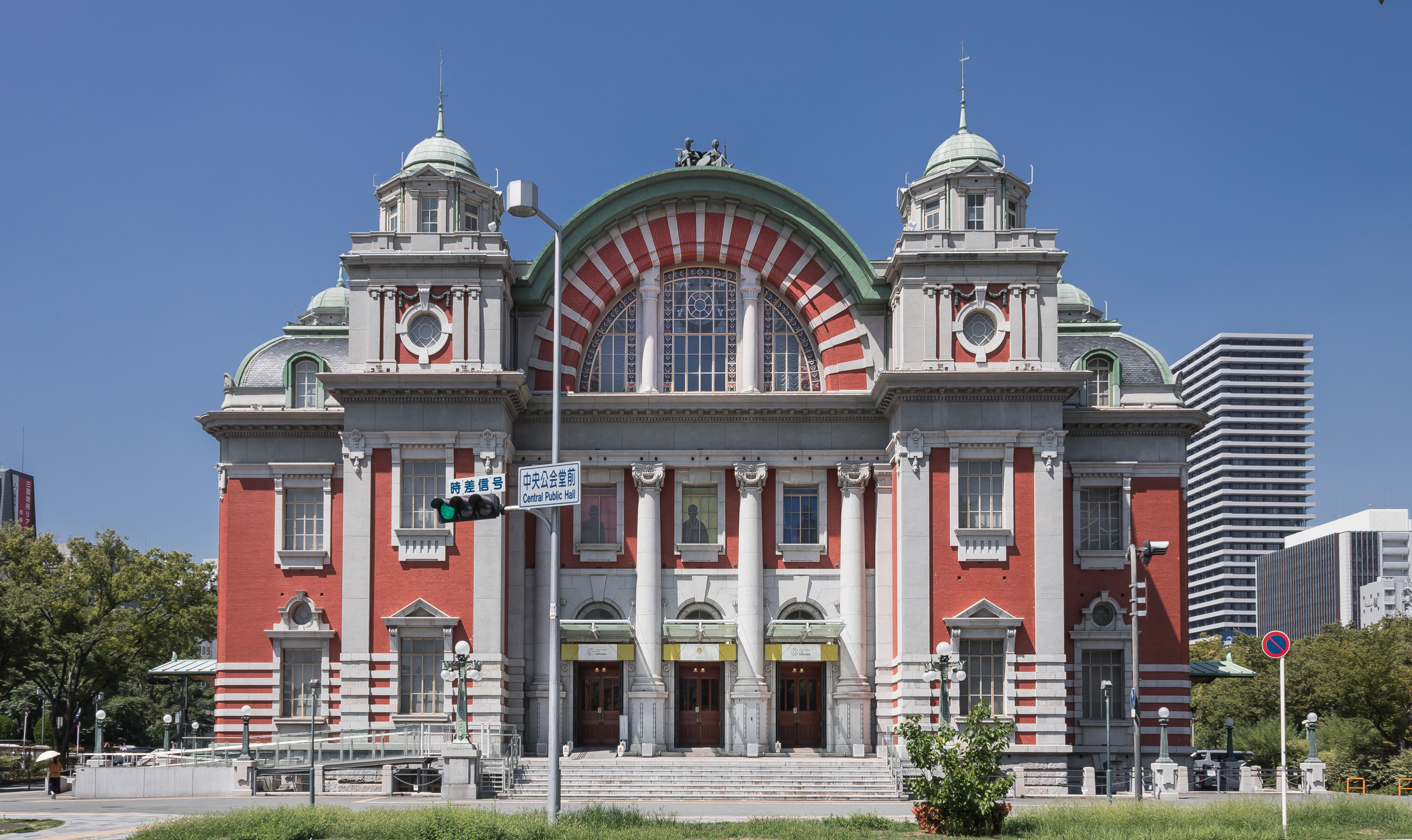
大阪市中央公會堂是製作浣熊市警察局場景的靈感來源之一

遊戲背景發生於1990年代的美國城市。開發團隊在製作音樂時以珍珠果酱乐队與涅槃乐队為目標，創作1990年代風格的搖滾樂，並檢查是否有不屬於那個年代的產品出現，為了真實性，開發團隊還讓克蕾兒騎乘於1998年發售的哈雷機車，而遊戲中出現含有USB埠的電腦，在當時是最新科技的象徵。

### 配音
本次英文配音人員除了一些專業演員以外，還包括一些較不為人知的演員。尼克·阿波斯托利德斯（Nick Apostolides）聲演里昂，史蒂芬妮·潘尼西洛（Stephanie Panisello）擔任克蕾兒的配音員和動態捕捉演員，曾參與《生化危机：诅咒》的喬琳·安德森再次聲演艾達·王，伊莉莎·普爾（Eliza Pryor）聲演雪莉·柏金、克里斯多福·麥可·華生（Christopher Mychael Watson）聲演馬文·伯拉納隊長（Lt. Marvin Branagh），希德·卡頓（Sid Carton）聲演布萊恩·艾恩斯局長（Chief Brian Irons），特倫斯·J·羅托洛（Terence J. Rotolo）聲演威廉·柏金、凱倫·史特拉斯曼聲演雅妮·柏金。其中普爾、華生以及卡頓皆為第一次參與遊戲製作。
日語配音員則請來森川智之、甲斐田裕子、皆川純子、佐佐木理央、小松史法、廣瀬彰勇、關俊彥以及林真里花來擔任上述角色的配音。普通話配音方面，里昂的聲音由孫曄提供，張琦聲演克蕾兒、黃鶯聲演艾達、詹佳聲演雪莉。

### 人物

騎乘哈雷機車的克蕾兒。車牌號碼「J2198」代表原版遊戲於日本的發售日期，1998年1月21日

里昂的人物模特兒由來自羅馬尼亞的Eduard Badaluta提供，艾達·王的人物模特兒由來自日本的阿德瑞娜提供。克蕾兒與馬文警官的臉部模特兒分別由加拿大模特兒Jordan McEwen與YouTuber Patrick Levar擔任，於豆腐生存者模式出現的豆腐是掃描真實的板豆腐製作模組，卡普空的工作人員也參與了殭屍的臉部建模，當中就包含了《惡魔獵人5》的製作人馬修·沃克。
在1998年發行的原版遊戲中，可以看到克蕾兒騎乘機車前往拉昆市，在設計克蕾兒的時候，製作團隊想要展現克蕾兒喜歡機車的一面以及90年代的氛圍，因此讓他騎乘一款於1998年發售的night train哈雷機車，團隊還修改了原版較為不切實際的服裝，將原本的熱褲替換成牛仔褲並讓她穿上長袖夾克。基於同樣的理由，本作也將里昂的外型設計更加稚嫩，並修改了角色上的設定，原本的墊肩造型也被移除。
遊戲敵人的設計也經過改變，喪屍會開門進入玩家所在的房間（除了安全區域），舔食者與暴君會根據玩家活動發出的聲音來行動（例如玩家開槍時發出的聲音），這些敵人都不會停止追捕玩家。暴君是遊戲中最難纏的敵人，開發人員特別設計了暴君的AI，如果跟丟了玩家，他會隨機搜索，檢查地圖上每個玩家可能出現的地點；一段時間內仍沒有找到玩家會讓暴君的感官變得敏銳，使其更加容易找到玩家。製作團隊融合了許多聲音來製造暴君的腳步聲，讓他更有威迫感，而暴君頭上的帽子純粹是開發人員想要讓玩家能夠有討論話題的產物。

## 行銷與發行
2018年7月，卡普空於圣地亚哥国际漫画展上展示哈雷機車合作宣傳海報。8月，E-capcom上架了一款预售的蒸汽朋克风格的蓝牙青轴机械键盘。这款以《生化危机2 重制版》为主题的键盘由Qwerkytoys和卡普空联合出品，外形酷似游戏中的复古打字机。
本作的額外下載內容「Extra DLC Pack」收錄了原版音樂以及多套服裝，其中包含原版造型服裝和《生化危機2》原案主角艾莎·沃克的造型服裝。而在日本，購買《生化危机2 重制版》特別款式的PS STORE預付卡，可以得到原版遊戲主角的造型。《生化危机2 重制版》的體驗版「1-Shot Demo」於2019年1月11日推出，每名玩家只能遊玩一次體驗版，每次為30分鐘，一旦時間結束就不能再次遊玩體驗版。為了紀念已故的殭屍電影傳奇人物喬治·安德魯·羅梅羅，卡普空翻拍了喬治羅梅洛為1998年《生化危机2》所拍攝的真人預告片。遊戲還在2月15日發布免費追加下載內容「幽靈生還者」，原版遊戲主角的造型也於同日發售。
2022年6月14日，卡普空於「卡普空Showcase」直播發表會上宣布本作與《生化危機7 惡靈古堡》、《生化危机3 重制版》將於當日同步在PlayStation 5及Xbox Series X/S平台發售，此次更新由泥巴娛樂負責開發製作，內容包含光線追蹤、高帧率模式、3D音效和缩短加载时间等，Microsoft Windows平台亦同步更新。

## 評價
| 汇总媒体   | 得分                                |
| ---------- | ----------------------------------- |
| Metacritic | PC：89/100 PS4：91/100 XONE：93/100 |

| 媒体              | 得分    |
| ----------------- | ------- |
| Destructoid       | 9/10    |
| Game Informer     | 9.5/10  |
| GameSpot          | 9/10    |
| IGN               | 9.0/10  |
| 衛報              | [ 111 ] |
| Fami通            | 37/40   |
| Gamereactor       | 9/10    |
| The Telegraph     | [ 114 ] |
| The Games Machine | 9.6/10  |

2019年1月遊戲發售前推出的「1-Shot Demo」體驗版在3天內下載次數達到135萬，截至同月29日卡普空公布全球總計有470萬的下載次數。
根據Metacritic的匯總得分，《生化危机2 重制版》的PC、PlayStation 4與Xbox One版本獲得了「好評居多」的評價。
給予遊戲9.5/10分數的《Game Informer》認為這次的重製為生化危機系列開啟了新的方向，第三人稱視角與重新建造的場景讓警察局煥然一新，完全就是一個新遊戲，二周目的設計更是增加了遊戲的重玩價值。義大利的遊戲雜誌《The Games Machine》則稱本作是他們見過最好的重製遊戲，《衛報》評論「重製版提醒了我們在那個年代，生存恐怖遊戲的製作精美」。西班牙遊戲媒體Atomix表示遊戲遠遠超過本身在各方面的期望，不僅僅只是重製而是將遊戲體驗帶到了新的高度。
《Fami通》給予遊戲37/40分，評論員們稱讚遊戲的設計就算是有玩過原版的玩家都會感到驚喜，除了是很好的重製遊戲也是重製遊戲的標竿。IGN的狄蒙·哈特费尔德（Daemon Hatfield）稱讚遊戲不只保留了原作中緊張與恐怖，還讓它看起來、玩起來、聽起來像個現代遊戲，但重複內容降低了第二次的遊玩樂趣。Polygon的編輯麥可·麥克沃特（Michael McWhertor）讚賞遊戲的畫面和音效表現，細緻逼真的場景設計讓玩家的沉浸感更加強烈。第四生存者與豆腐生存者模式也受到了讚譽，GameSpot形容兩個模式優秀且富有挑戰性。
但評論也抱怨遊戲重複出現的敵人，殭屍大多為亞洲臉孔且幾乎是換個裝扮就再次出現，不同角色路線的差異性減少且缺少了原作男女主角的互動，作為遊戲亮點的艾達與雪莉也因為遊戲多周目的設計變成一種阻礙，克蕾兒也被反應和《求生之路》中的主角佐伊造型相似。專為身障人士評論遊戲的Can I Play That?給予遊戲2.3分（滿分6分），評論員考特尼·克雷文（Courtney Craven）提到除了畫面，玩家要知道敵人位置的方法就是依靠敵人移動時發出的聲音，遊戲昏暗的畫面讓玩家更加注意聲音而不是畫面，這也造成聾人玩家無法順利遊玩。

### 銷量
遊戲發售後取得英國首周銷量紀錄冠軍，但沒有打破《生化危机7》的首周銷量紀錄，當中有74%的實體銷售屬於PlayStation 4版，和《生化危机7》相比，銷量下降了18%，而這也是繼1998年發行的原版《生化危机2》又一次獲得首周銷量冠軍。在日本的首周銷量以252,848份位居第二，排在第1名的《王國之心III》後面。而根據卡普空的紀錄，全球首周出貨量為300萬。2019年12月，卡普空宣布重製版销量达到500万，超过了原作的496万。

### 所獲獎項
| 年份 | 獎項                                | 類別                    | 獲提名           | 結果 | 來源                    |
| ---- | ----------------------------------- | ----------------------- | ---------------- | ---- | ----------------------- |
| 2018 | IGN最佳E3獎                         | E3最佳遊戲              | 惡靈古堡2 重製版 | 提名 | [ 125 ]                 |
| 2018 | IGN最佳E3獎                         | E3最佳PlayStation 4遊戲 | 惡靈古堡2 重製版 | 提名 | [ 125 ]                 |
| 2018 | IGN最佳E3獎                         | E3最佳Xbox One遊戲      | 惡靈古堡2 重製版 | 提名 | [ 125 ]                 |
| 2018 | IGN最佳E3獎                         | E3最佳PC遊戲            | 惡靈古堡2 重製版 | 提名 | [ 125 ]                 |
| 2018 | IGN最佳E3獎                         | E3最佳動作冒險遊戲      | 惡靈古堡2 重製版 | 獲獎 | [ 125 ]                 |
| 2018 | 遊戲評論家獎                        | 最佳展出                | 惡靈古堡2 重製版 | 獲獎 | [ 126 ] [ 127 ]         |
| 2018 | 遊戲評論家獎                        | 最佳遊樂器遊戲          | 惡靈古堡2 重製版 | 提名 | [ 126 ] [ 127 ]         |
| 2018 | 遊戲評論家獎                        | 最佳動作 / 冒險遊戲     | 惡靈古堡2 重製版 | 提名 | [ 126 ] [ 127 ]         |
| 2018 | 日本遊戲大賞                        | 未來部門                | 惡靈古堡2 重製版 | 獲獎 | [ 128 ] [ 129 ]         |
| 2019 | 日本遊戲大賞                        | 優秀獎                  | 惡靈古堡2 重製版 | 獲獎 | [ 130 ] [ 131 ]         |
| 2019 | 金搖桿獎                            | 最佳音效                | 惡靈古堡2 重製版 | 獲獎 | [ 132 ] [ 133 ] [ 134 ] |
| 2019 | 金搖桿獎                            | 終極年度遊戲            | 惡靈古堡2 重製版 | 獲獎 | [ 132 ] [ 133 ] [ 134 ] |
| 2019 | 好萊塢傳媒音樂大獎                  | 最佳電子遊戲原創音樂    | Saudade          | 獲獎 | [ 135 ] [ 136 ]         |
| 2019 | 遊戲大獎                            | 年度遊戲                | 惡靈古堡2 重製版 | 提名 | [ 137 ]                 |
| 2019 | 遊戲大獎                            | 最佳遊戲指導            | 惡靈古堡2 重製版 | 提名 | [ 137 ]                 |
| 2019 | 遊戲大獎                            | 最佳聲效設計            | 惡靈古堡2 重製版 | 提名 | [ 137 ]                 |
| 2019 | 遊戲大獎                            | 最佳動作冒險遊戲        | 惡靈古堡2 重製版 | 提名 | [ 137 ]                 |
| 2020 | 紐約遊戲大獎                        | 大蘋果年度最佳遊戲獎    | 惡靈古堡2 重製版 | 提名 | [ 138 ]                 |
| 2020 | 紐約遊戲大獎                        | 自由塔最佳重製遊戲獎    | 惡靈古堡2 重製版 | 獲獎 | [ 138 ]                 |
| 2020 | 第23屆D.I.C.E.遊戲大獎              | 傑出美術指導            | 惡靈古堡2 重製版 | 提名 | [ 139 ] [ 140 ]         |
| 2020 | 第23屆D.I.C.E.遊戲大獎              | 傑出音效設計            | 惡靈古堡2 重製版 | 提名 | [ 139 ] [ 140 ]         |
| 2020 | 第23屆D.I.C.E.遊戲大獎              | 年度最佳遊戲            | 惡靈古堡2 重製版 | 提名 | [ 139 ] [ 140 ]         |
| 2020 | 国家电子游戏行业研究院大奖 NAVGTR獎 | 年度遊戲                | 惡靈古堡2 重製版 | 提名 | [ 141 ] [ 142 ]         |
| 2020 | 国家电子游戏行业研究院大奖 NAVGTR獎 | 遊戲鏡頭導演            | 惡靈古堡2 重製版 | 提名 | [ 141 ] [ 142 ]         |
| 2020 | 国家电子游戏行业研究院大奖 NAVGTR獎 | 遊戲，經典再起          | 惡靈古堡2 重製版 | 獲獎 | [ 141 ] [ 142 ]         |
| 2020 | 国家电子游戏行业研究院大奖 NAVGTR獎 | 遊戲電影聲音編輯        | 惡靈古堡2 重製版 | 提名 | [ 141 ] [ 142 ]         |

## 续作
2019年12月10日，卡普空在索尼互动娱乐的网络节目《State of Play》上公布了《生化危机3》的重制版，游戏将在2020年4月3日於PlayStation 4、Xbox One和Microsoft Windows上发售。而之前公布的《惡靈古堡 反抗》将包含在《生化危机3 重制版》之中並成为游戏的多人在线模式。
配合《生化危机3 重制版》的發布，《惡靈古堡2 重製版》加入了追跡者（Nemesis）的音效，而在遊戲中，玩家能在槍店撿到吉兒·范倫廷留下的紙條。

## 備註
1. ↑  又稱「X先生」[6]。
2. ↑  翻譯取自Steam[46]。